# Université préfectorale de Hyōgo
L'université préfectorale de Hyōgo (兵庫県立大学, Hyōgo kenritsu daigaku, lit. Hyogo Prefectural University) est une université publique du Japon. L'administration centrale se trouve dans l'arrondissement de Chūō-ku, dans la ville de Kōbe.

## Histoire
L'université de Hyōgo (UH) est fondée en avril 2004 par l'intégration de trois universités administrées par le gouvernement de la préfecture de Hyōgo : université de commerce de Kōbe (神戸商科大学, Kōbe shōka daigaku), institut de technologie de Himeji (姫路工業大学, Himeji kōgyō daigaku) et le collège des soins infirmiers et des sciences de Hyōgo (兵庫県立看護大学, Hyōgo kenritsu kango daigaku).